# Papillilabium beckleri
Papillilabium beckleri är en orkidéart som först beskrevs av Ferdinand von Mueller och George Bentham, och fick sitt nu gällande namn av Alick William Dockrill. Papillilabium beckleri ingår i släktet Papillilabium och familjen orkidéer. Inga underarter finns listade i Catalogue of Life.